# Худяков Іван Олександрович
Іван Олександрович Худяков (рос. Иван Александрович Худяков; нар. 13 січня 1842, Курган — пом. 1 жовтня 1876, Іркутськ) — російський революціонер, фольклорист і етнограф.

## Біографія
Народився 1 [13] січня 1842 року у місті Кургані Тобольсбкої губернії Західно-Сибірського генерал-губернаторства Російської імперії (тепер центр Курганської області Росії) в сім'ї губернського доглядача училищ. 1858 року поступив на історико-філологічний факультет Казанського університету, а наступного року перевівся до Московського університету, де займався під керівництвом Федора Буслаєва, основоположника міфологічної школи фольклористики в Російській імперії. Під час літніх канікул записував пісні і казки («Збірник великоруських народних історичних пісень», 1860; «Великоруські казки» в 3-х випусках, 1860—1862). В кінці 1861 року виключений з університету за неявку на іспити.
За дорученням Російського географічного товариства видав два томи «Великоруських загадок» (у 1861 і 1864 роках). Протягом 1863—1864 років зблизився з уцілілими членами «Землі і волі», в червні 1865 років познайомився в Москві з Миколою Ішутіним, в серпні—листопаді 1865 року їздив за кордон, встановив зв'язки з Олександром Герценом, Миколою Огарьовим, «молодою еміграцією», після повернення брав участь у створенні керівних органів Ішутінського гуртка — «Організації» і групи «Ад», очолив петербурзьку філія гуртка.
7 квітня 1866 року заарештований і притягнутий до суду у справі про замах Дмитра Каракозова на Олександра II. 24 вересня засуджений Верховним кримінальним судом до заслання на поселення «у віддалені місця Сибіру». До 1874 відбував заслання в Верхоянську, де вивчав мову, фольклор і етнографію якутів. склав якутсько-російський словник, записував якутський і російський фольклор. У 1869 році психічно захворів, в 1875 році переведений в Іркутську психіатричну лікарню, де і помер 19 вересня [1 жовтня] 1876 року.

## Твори
В радянський час видані твори Івана Худякова:
- Записки каракозовца, Москва — Ленінград, 1930;
- Великорусские сказки в записях И. А. Худякова, Москва — Ленінград, 1964;
- Краткое описание Верхоянского округа, Ленінград, 1969.